# Waldstetten, Baden-Württemberg
Waldstetten är en kommun och ort i Ostalbkreis i regionen Ostwürttemberg i Regierungsbezirk Stuttgart i förbundslandet Baden-Württemberg i Tyskland.
Kommunen ingår i kommunalförbundet Schwäbisch Gmünd tillsammans med staden Schwäbisch Gmünd.